# Perelandra
Perelandra é o segundo livro da Trilogia Espacial do escritor irlandês C.S. Lewis, onde o herói da trilogia, o Dr. Ramson viaja para Perelandra (Vênus) a mando de Oyarsa o "arcanjo" de Marte.
O livro que antecede a este na trilogia foi traduzido como Além do Planeta Silencioso, sob o qual o herói tem seu primeiro contato extraterrestre.
A ligação com a história relatada no livro de Gênesis de Adão e Eva, se faz clara durante a leitura do mesmo. Também é possível enxergar a Mitologia Grega em alguns aspectos, deixando no ar uma certa liberdade dentro da discussão moral, independente de religião.
Os personagens principais são o Dr. Ramson, Humphrey, a Dama Verde, o Rei, Dr. Weston.

## História da publicação
- 1943, UK, The Bodley Head, N/A, Pub date ? December 1943, hardback (first edition)
- 1996, USA, Simon & Schuster, ISBN 0-684-83365-4, pub date ? October 1996, hardback
- 2003, USA, Simon & Schuster, ISBN 978-0-7432-3491-7, pub date 7 April 2003, paperback
- Uma leitura integral por Alex Jennings foi transmitida pela BBC Radio 7 no programa A Sétima Dimensão, dividida em 18 partes, originalmente em 2003 e reprisada em 2008.[1]